# Comuna Poltavka, Huleaipole
Poltavka (în ucraineană Полтавка) este o comună în raionul Huleaipole, regiunea Zaporijjea, Ucraina, formată din satele Ohotnîce, Olhivske și Poltavka (reședința).

## Demografie
Componența lingvistică a comunei Poltavka
     Ucraineană (94,49%)
     Rusă (5,43%)
     Alte limbi (0,08%)
Conform recensământului din 2001, majoritatea populației comunei Poltavka era vorbitoare de ucraineană (94,49%), existând în minoritate și vorbitori de rusă (5,43%).